# 民主進步黨黨旗
民主進步黨黨旗是中華民國政黨民主進步黨的代表旗幟，設計者為藝術家歐秀雄（筆名「官不為」）。《民主進步黨黨章》第一章第二條規定：「本黨黨旗定為綠底白十字，中間鑲以綠色台灣圖案。」1986年民進黨成立後即沿用為黨旗至今。

## 黨旗設計
黨外運動時代，黨外公政會討論組黨事宜時，與會者認為應該要有一面旗幟。1985年底，姚嘉文之妻周清玉想到歐秀雄除了會聲樂之外也是畫家，於是到歐秀雄家要他當場畫一面旗子，供「1985年黨外選舉後援會」使用。歐秀雄不負所託，現場就畫了兩面旗：其中一面綠色底白色米字旗，中央有個綠色台灣；而另一面是綠色十字旗，象徵台灣背著民主的十字架。
周清玉拿到歐秀雄畫的兩面旗，回去跟組黨十人小組開討論會。會中，臺灣省議員游錫堃表示，綠色底白色米字旗不妥，「覺得台灣好像要四分五裂了。」而綠色十字旗因台灣人大多非基督徒，而有難引起認同的顧慮；後來有人提議將它當成十字路口，就完成「一個十字、各自表述」。1986年8月15日，黨外公政會與黨外編聯會聯合在台北市舉辦「行憲與組黨說明會」，并舉辦「升黨外旗幟儀式」；9月28日民進黨成立後，即沿用為黨旗至今。
2009年3月24日，民进党第十三届第四次各县市暨劳工党部主任委員会议，金门县党部主委陳滄江、澎湖县党部主委陈慧玲共同提案，要求中央黨部將金門、澎湖、馬祖等三大外島的地圖納入黨旗之中，獲一致支持。该提议与金馬放棄論相关。陳滄江表示，黨主席蔡英文當場裁示同意，並要求中央黨部主管單位立即研究，儘快設計在黨旗上加上金門、澎湖、馬祖地圖。但中央黨部至今未曾執行此案，陳滄江亦於2018年8月31日宣布退黨。

## 黨徽
民進黨黨徽的設計與黨旗相近，僅將原本長方形的旗幟型態改變成圓形。

## 外部連結
- 民主進步黨官方網站 （页面存档备份，存于）
- 綠色年代影像館 - 民主進步黨黨旗的由來
- 民進黨黨旗的設計者——歐秀雄 （页面存档备份，存于）
- 新台灣新聞週刊 第444期 - 滿腔熱情官不為　歐秀雄一心期許台灣建國